# Goslar
Goslar – miasto powiatowe w środkowej części Niemiec, w kraju związkowym Dolna Saksonia, ulokowane u podnóża gór Harzu, stolica powiatu Goslar.
Historia Goslaru jest ściśle związana z górnictwem rud metali w obecnej dzielnicy miasta Rammelsberg. Założone w 922 miasto stało się siedzibą cesarzy dynastii salickiej, którzy wybudowali tu palatium cesarskie (niem. Kaiserpfalz), by móc lepiej kontrolować produkcję srebra.
Miasto bogacąc się na przemyśle wydobywczym, hutniczym i handlu, przeżywało szczyt rozkwitu na początku XVI wieku. Jego znaczenie gospodarcze zmalało wraz z rozwojem handlu dalekomorskiego oraz wyczerpywaniem się zasobów rud w Rammelsbergu. Odkrycie nowych pokładów kruszców w XIX wieku przyczyniło się do ponownego rozkwitu miasta. Zasoby zostały wyczerpane pod koniec lat 80. XX w., a kopalnię w Rammelsbergu przekształcono w muzeum.
W 1992 r. średniowieczne stare miasto w Goslarze wraz z kopalnią w Rammelsbergu zostały wpisane na listę dziedzictwa kulturowego UNESCO.

## Geografia
Miasto leży pomiędzy północno-zachodnimi podnóżami gór Harzu, a najdalej wysuniętym na południe krańcem łańcucha Salzgitter. Najwyższym wzniesieniem w granicach miasta jest Kahlerberg/Schalke (763 m). Goslar wyznacza granicę pomiędzy wapiennymi wzgórzami wokół Hildesheim, częścią Niziny Środkowoeuropejskiej a masywem Harzu. Obszar miasta przecinają rzeki Gose i Oker oraz dawny kanał ściekowy Abzucht.

## Sąsiednie gminy
Miasto graniczy z następującymi gminami i miastami: na północy z gminą Liebenburg, na północnym wschodzie z Vienenburgiem, na wschodzie z Bad Harzburg, na południu z gminą zbiorową (niem. Samtgemeinde) Oberharz oraz na zachodzie z Langelsheim.

## Podział administracyjny
Miasto jest podzielone na następujące części:
| Altstadt    | Jürgenohl   |
| Baßgeige    | Ohlhof      |
| Georgenberg | Oker        |
| Hahndorf    | Rammelsberg |
| Hahnenklee  | Steinberg   |
| Jerstedt    | Sudmerberg  |
| Vienenburg  |             |

## Historia

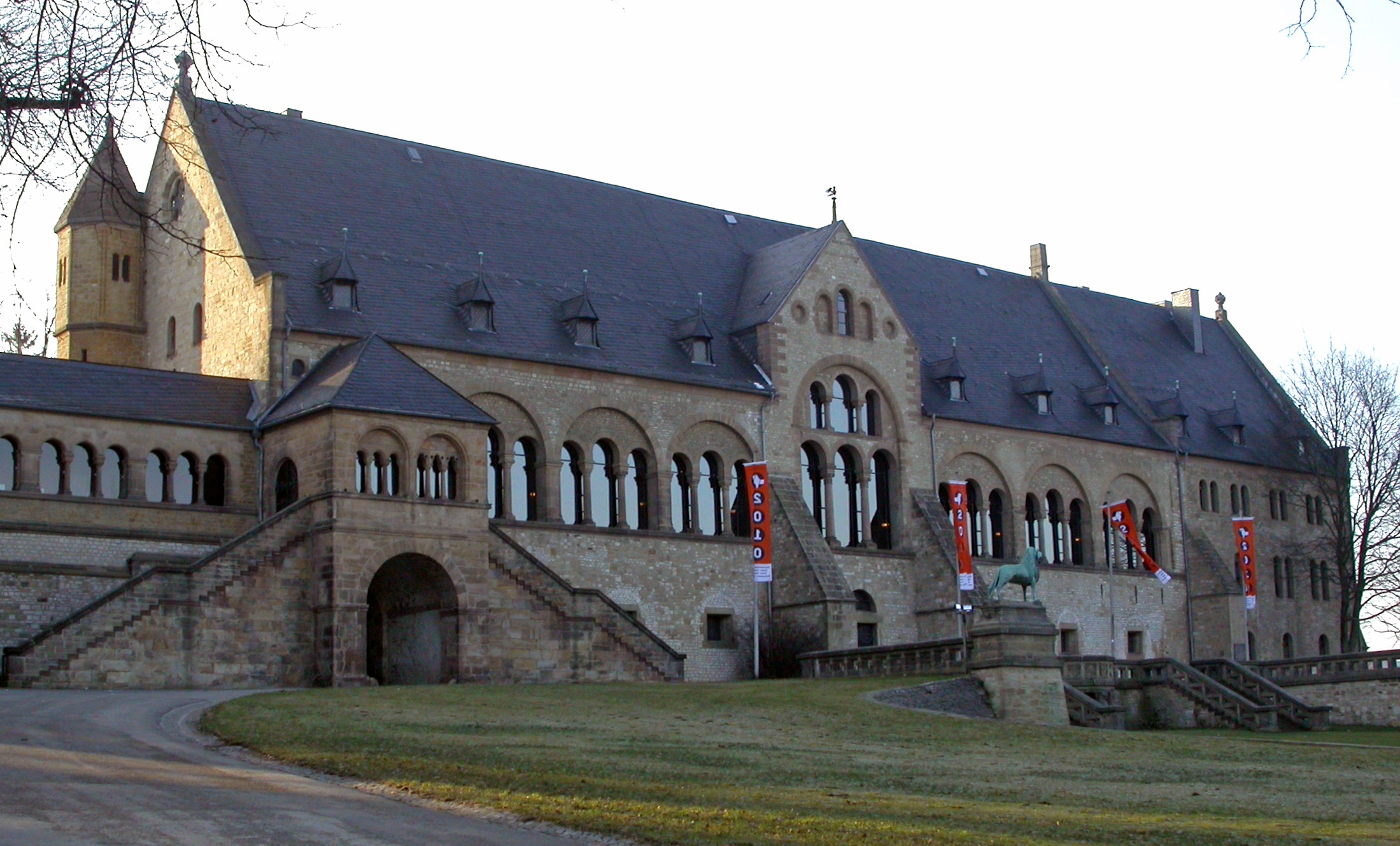
Romańskie palatium cesarskie (niem. Königspfalz) w Goslarze

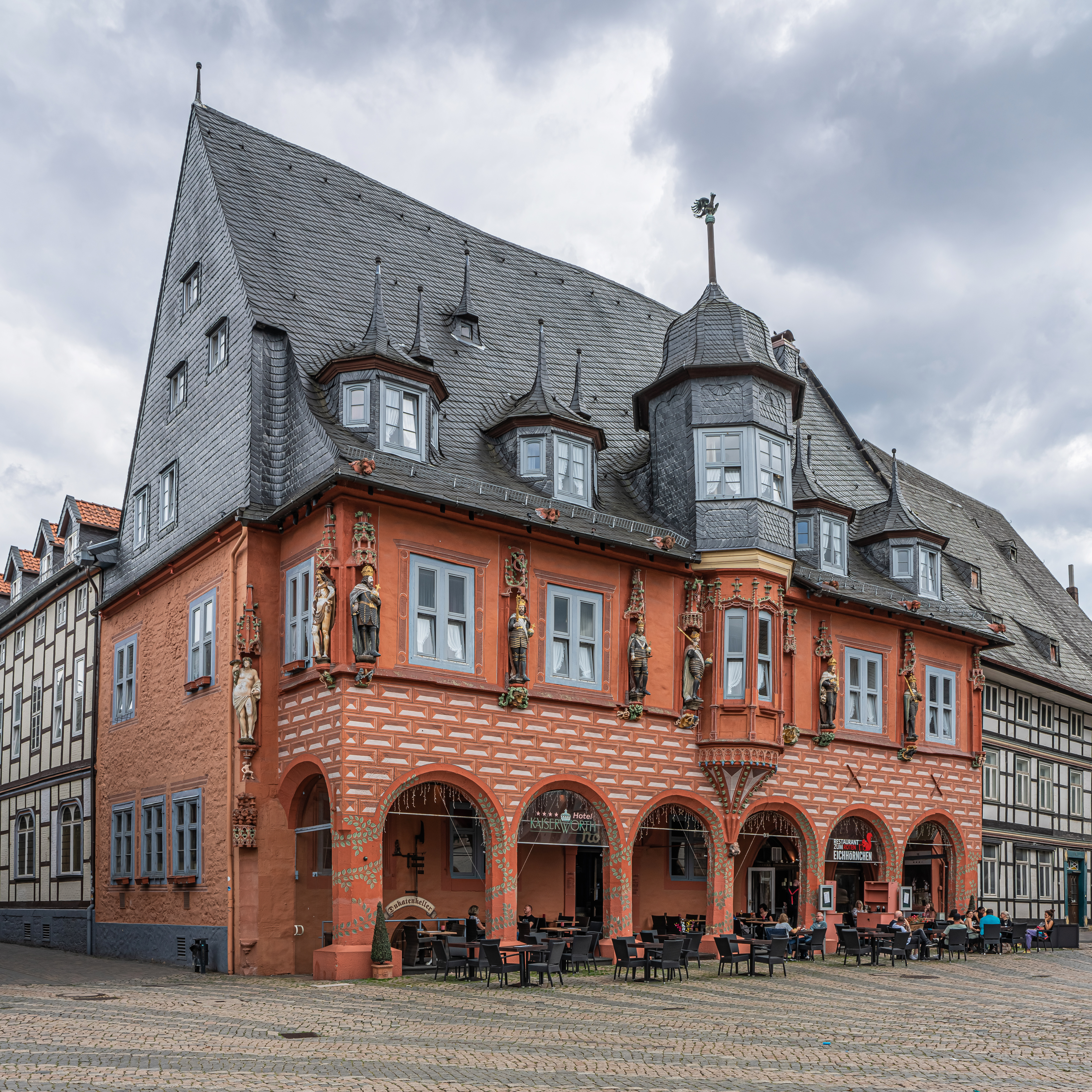
Hotel Kaiserworth

Już w czasach rzymskich Harz był jednym z najważniejszych regionów wydobycia kruszców w Europie. Historia Goslaru jest ściśle związana z górnictwem rud metali w położonym nieopodal Rammelsbergu.

### Średniowiecze
W X wieku osada górnicza w dolinie nad rzeką Gose rozrosła się w miasto Goslar. Oficjalnie Goslar został założony w 922 przez cesarza Henryka I. Cesarz Henryk II zbudował w mieście umocniony dwór – palatium cesarskie (niem. Kaiserpfalz), by mieć pod kontrolą pobliskie kopalnie kruszców w Rammelsbergu. Palatium zostało rozbudowane przez Henryka III ok. 1045–1050, stając się najważniejszą siedzibą członków dynastii salickiej. W 1050 przychodzi tu na świat Henryk IV. Kiedy Henryk III umiera podczas polowania w Bodfeld, jego ciało zostaje przewiezione do katedry w Spirze a jego serce do kaplicy św. Ulryka w palatium w Goslarze.
Goslar stał się ważnym ośrodkiem władzy Świętego Cesarstwa Rzymskiego. Odbyły się tu 23 posiedzenia Sejmu Rzeszy (niem. Reichstag), a samo miasto było często odwiedzane przez cesarzy i królów. Cesarz Henryk IV nadał miastu status miasta bezpośrednio zależnego od Rzeszy i cesarza (niem. Reichsunmittelbarkeit). W XI–XII wieku miasto prężnie się rozwijało i osiągnęło liczbę 5000 mieszkańców. Powstały mury obronne oraz liczne kościoły. Bazą szybkiego rozwoju gospodarczego był przemysł wydobywczy i hutniczy oraz handel metalami: srebrem, ołowiem i cynkiem.
Po ostatniej wizycie królewskiej Wilhelma z Holandii w 1253 r. Goslar stał się wolnym miastem Rzeszy i przyłączył się do Hanzy. W tym samym roku cesarz Fryderyk II przekazał kopalnię Rammelsberg księstwu Brunszwik-Lüneburg.
Po poł. XIV wieku. ludność Goslaru została zdziesiątkowana przez przechodzącą przez Europę dżumę (1347–1349). Wydobycie w Rammelsbergu znacznie się zmniejszyło z powodu problemów z wodą gruntową zalewającą kopalnię. Poczynając od 1348 rozpoczęła się sprzedaż poszczególnych części kopalni.
Rada miejska Goslaru czyniła starania, by odkupić kopalnie i rozwiązać problemy techniczne, tak aby jak najszybciej przywrócić dawny stan wydobycia i ożywić gospodarczo podupadające miasto. W 1359 Goslar nabył tytułem zastawu prawo do wydobycia kruszców w kopalniach Rammelsbergu od książąt brunszwickich (Brunszwik-Wolfenbüttel), którzy zachowali prawo odkupu. Rada miejska nie mając wystarczających środków finansowych, by osuszyć kopalnię, ogłosiła konkurs na przeprowadzenie niezbędnych prac inżynieryjnych w zamian za prawo własności do części kopalni. Po wielu nieudanych próbach, zadanie wykonał Claus von Gotha, który wraz z inwestorami przejął w posiadanie trzy czwarte kopalni.

### Rozkwit miasta
Początek wieku XVI to dla Goslaru złote lata. Szczytowy punkt rozkwitu miasta przypada na 1520, kiedy to działało 19 kopalń i 26 hut. Powstało wtedy wiele znaczących budowli, m.in. ratusz, domy gildii kupieckich (np. dom kupców i sukienników Kaiserworth z 1494), rozbudowano mury obronne a wiele budynków przebudowano w stylu gotyckim. Zaczęto wtedy również produkować słynne piwo Gosebier.
Okres świetności nie trwał jednak długo. W latach 1525–1527 księstwo Brunszwik-Wolfenbüttel pod panowaniem księcia Henryka Młodszego oddało zastaw wniesiony przez Goslar, domagając się zwrotu kopalni. Rozpoczął się wieloletni konflikt pomiędzy miastem a księstwem, spotęgowany w okresie reformacji przejściem Goslaru na protestantyzm. W 1527 wzburzeni obywatele Goslaru zniszczyli leżące poza granicami miasta kościoły katolickie. W 1552 na mocy umowy z Riechenbergami, właścicielami Rammelsberga stali się ponownie książęta brunszwiccy. Wskutek absolutnych rządów książąt oraz rozwoju handlu dalekomorskiego Goslar utracił dotychczasową pozycję gospodarczą.

### Upadek gospodarczy
W początkowym okresie wojny trzydziestoletniej Goslar przyjął stronę cesarza. Na mocy edyktu restytucyjnego Ferdynanda II Habsburga z 1629, nakazującego protestantom zwrot części dóbr należących uprzednio do katolików a poddanych sekularyzacji po roku 1552, katedra oraz zamek królewski przeszły w ręce jezuitów. Po przystąpieniu Szwecji do wojny, Goslar został ukarany w 1632 przez Gustawa Adolfa za konspirację z wrogiem. Wypłata wysokich kontrybucji wojennych na rzecz Szwecji oraz liczne przypadki plądrowania przez wojska szwedzkie przyczyniły się do ostatecznego gospodarczego upadku miasta.

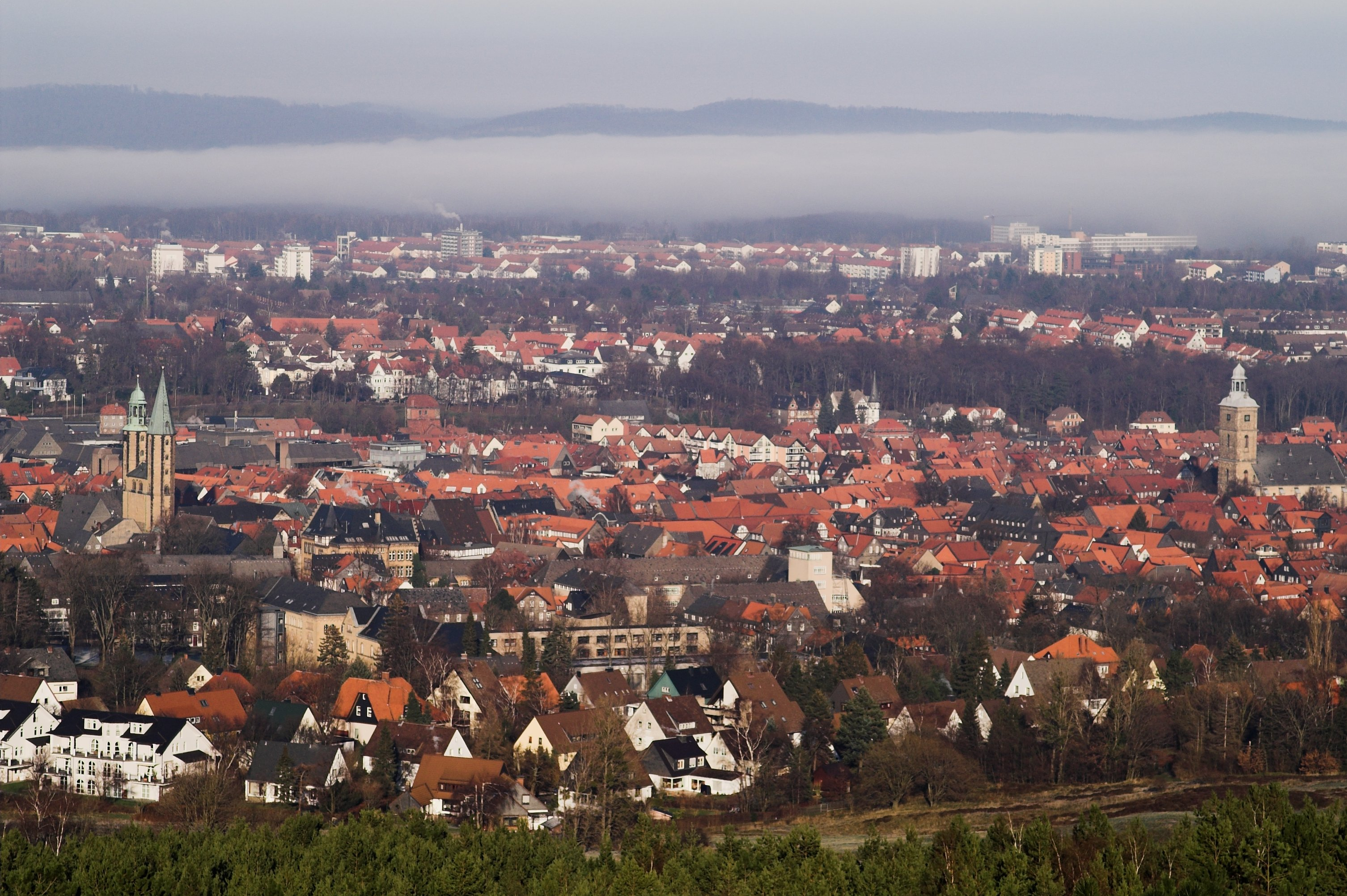
Panorama Goslaru z Maltermeisterturm w Rammelsbergu

W XVIII w., miasto dwukrotnie trawiły wielkie pożary (1728, 1780), podczas których każdorazowo zniszczeniu uległo ponad 200 budynków.
Goslar utracił status wolnego miasta Rzeszy w 1803 r. i dostał się pod panowanie pruskie. W 1807 r., na mocy pokoju w Tylży, Goslar przypadł Królestwu Westfalii. Po kongresie wiedeńskim Goslar stał się własnością Hanoweru.
W XIX w. sytuacja ekonomiczna miasta była bardzo zła. W owym czasie zburzono wiele historycznych budynków, m.in. katedrę (1820). Wyjście z kryzysu gospodarczego miasto zawdzięcza wprowadzeniu reform Krystiana von Dohmsa oraz odkryciu nowych pokładów rudy na terenie Rammelsbergu (1859).

### XX wiek
W latach 1936–1945 Goslar nosił „honorowy tytuł” Reichsbauernstadt des 1000-jährigen Reiches nadany przez narodowych socjalistów. W okresie 1935–1945 Goslar był ważnym miastem garnizonowym Wehrmachtu. Stacjonował tu III batalion 17 pułku piechoty, III batalion 38 pułku piechoty oraz liczne oddziały zaopatrzeniowe. Znajdował się tu również ośrodek szkoleniowy SS-Barackenlager Hahndorf. Goslar był też siedzibą kierownictwa obozu koncentracyjnego w Buchenwaldzie.
Po zakończeniu II wojny światowej Goslar znalazł się w okupacyjnej strefie brytyjskiej. Brytyjskie władze wojskowe urządziły tu obóz dla osób przemieszczonych tzw. dipisów (ang. Displaced Persons (DP)), którym opiekował się oddział UNRRA – Team 2913. Od 1949 r. Goslar należał do RFN.
W latach 60. i 70. XX w. do Goslaru przyjechali pierwsi gastarbeiterzy z krajów Europy południowej, którzy zostali zatrudnieni głównie w zakładach firmy Henkel, Odermark oraz koncernu Preussag AG Metall.
Kopalnia Rammelsberg została zamknięta w 1988 r. i przekształcona w muzeum.
W 1992 r. Stare Miasto w Goslarze wraz z kopalnią w Rammelsbergu zostały wpisane na listę dziedzictwa kulturowego UNESCO.
1 stycznia 2014 do miasta przyłączono miasto Vienenburg, które stało się jednocześnie jego dzielnicą.

## Zabytki

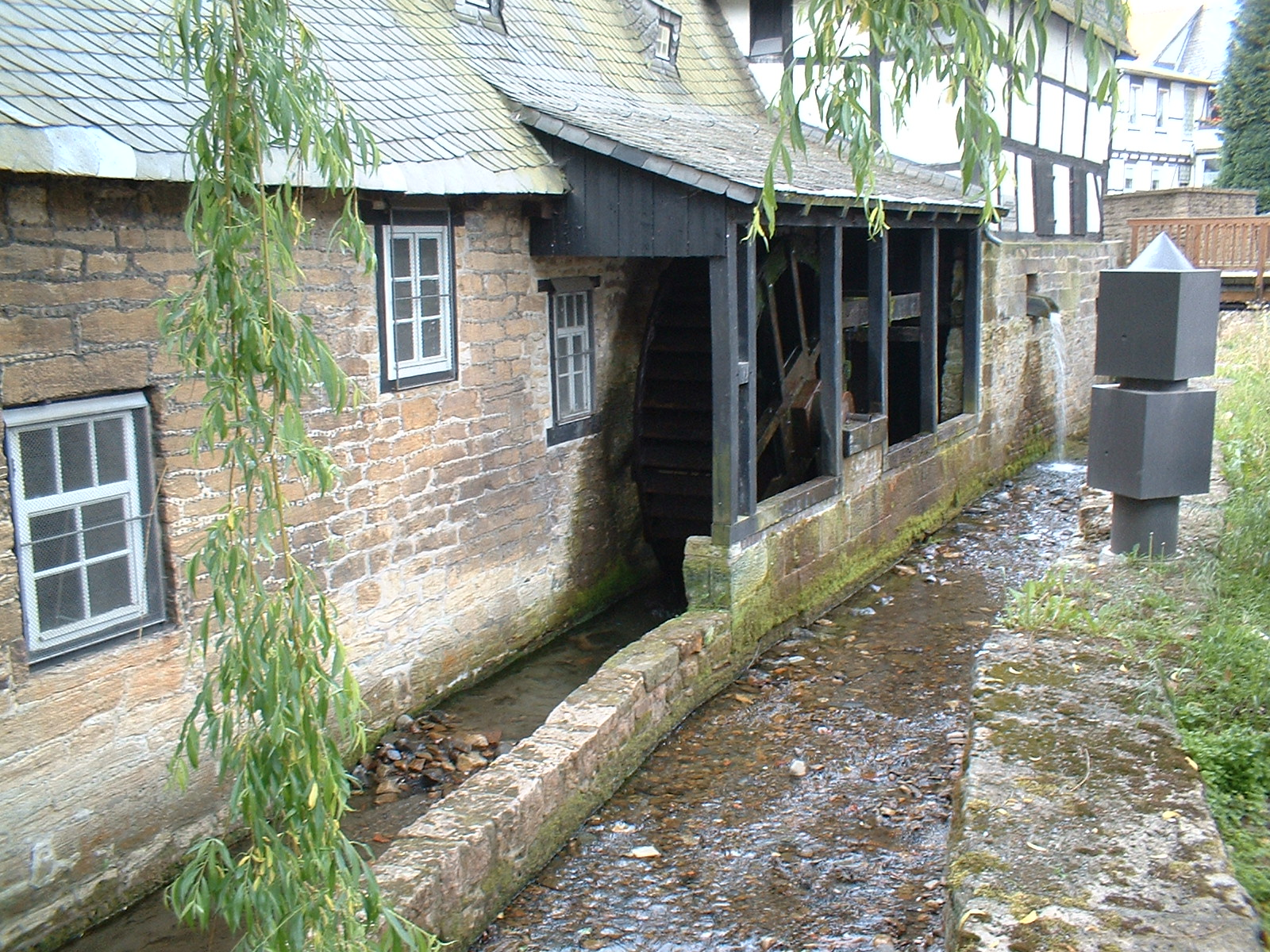
Lohmühle

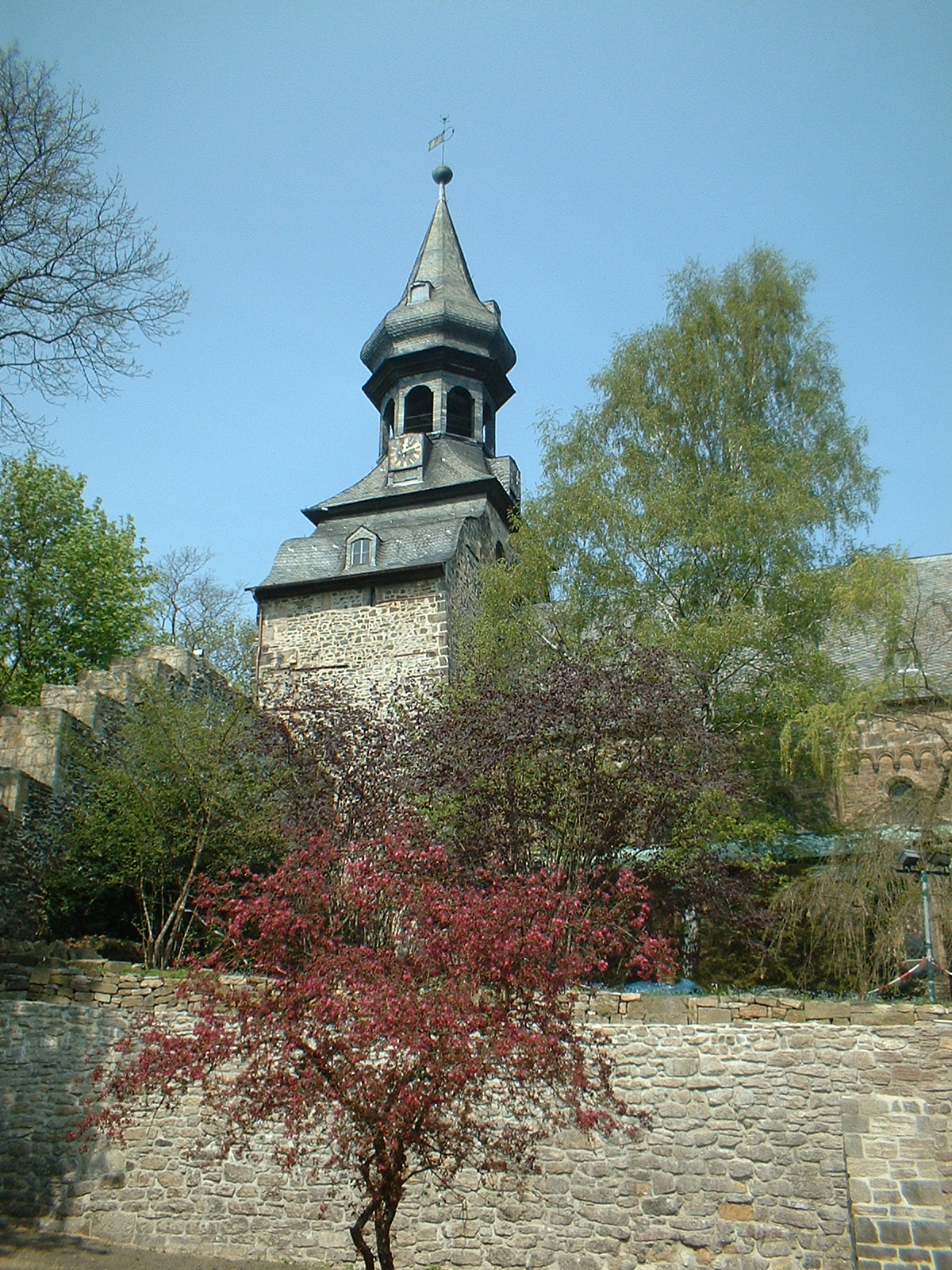
Kościół św. Piotra i Pawła

- Romańskie palatium cesarskie (niem. Königspfalz)
- Kościół św. Piotra i Pawła (Klosterkirche St. Peter und Paul)
- Kościół św. Jakuba (St.-Jakobi-Kirche)
- Kościół św. Kosmy i Damiana (Marktkirche St. Cosmas und Damian)
- Kościół Nowego Dzieła (Neuwerkkirche)
- Kościół św. Szczepana (Stephanikirche)
- ratusz
- budynek gildii kupieckiej (Kaiserworth)
- dom właściciela kopalń i hut Johannesa Tillinga (Brusttuch)
- Brama Szeroka i mury miejskie
- Lohmühle – młyn do mielenia kory dębowej
- domy wybudowane metodą szachulcową przy ulicy Bergstraße i Schreiberstraße
- Kopalnia Rammelsberg

## Gospodarka
Obecnie gospodarka Goslaru opiera się na turystyce oraz przemyśle maszynowym, odzieżowym oraz szklarskim.

## Transport
W mieście znajduje się stacja kolejowa.

## Współpraca
- Arcachon, Francja (od 1965)
- Beroun, Czechy (od 1989)
- Brzeg, Polska (od 2000)
- Ra’ananna, Izrael (od 2006)
- Windsor and Maidenhead, Wielka Brytania (od 1969)